# Street Trash
Pour plus de détails, voir Fiche technique et Distribution.
Street Trash est un film américain réalisé par J. Michael Muro (crédité sous le nom de Jim Muro) et sorti en 1987. Le film a acquis un statut de classique culte gore de la comédie d'horreur indépendante. S’inscrivant dans le courant cinématographique du body horror, le film est parsemé de morts, de mutations dévastatrices, d’implosions corporelles et de blessures d'un comique noir.

## Synopsis
Dans les tréfonds de sa réserve, le propriétaire d'une petite boutique de spiritueux découvre une caisse d’un alcool frelaté de marque Viper. Les bouteilles trouvent très vite preneurs, achetés par les marginaux et clochards qui peuplent une casse automobile du quartier et l'un d'eux est Bronson un sans abri malade mental qui est anciennement un soldat contre les vietcongs. Ses effets sont dévastateurs, le breuvage d’origine inconnue détruisant de l’intérieur ceux qui l’ingurgitent.

## Fiche technique
- Titre : Street Trash
- Titre québécois : Corps à vidanges
- Réalisation : Jim Muro
- Scénario : Roy Frumkes et Jim Muro
- Production : Roy Frumkes, Edward Muro Sr., James Muro Sr.
- Musique : Rick Ulfik
- Photographie : David Sperling
- Montage : Dennis Werner
- Pays de production : États-Unis
- Format : Couleurs - Mono
- Genre : Comédie horrifique et fantastique
- Durée : 91 minutes
- Date de sortie : 24 juin 1987 en France
- Film interdit aux moins de 12 ans.

## Distribution
- Mike Lackey : Fred
- Bill Chepil : Bill le policier
- Marc Sferrazza : Kevin
- Jane Arakawa : Wendy
- Nicole Potter : Winette
- Pat Ryan : Frank Schnizer
- Vic Noto (VF : Jean-Paul Coquelin): Bronson
- Clarenze Jarmon (VF : Robert Darmel) : Burt
- Chris McNamee : Punk Street Gang Leader
- James Lorinz (VF : Daniel Lafourcade) : Le portier

## Sortie
Le film a fait l'objet d'une sortie limitée en salle aux États-Unis par Lightning Pictures en juin 1987. Le film est également sorti en VHS la même année.
En 2005, Synapse Films a commercialisé une toute nouvelle version du film, remastérisée numériquement. Le DVD était accompagné d'étiquettes autocollantes du vin Viper présenté dans le film. En 2006, Synapse Films a annoncé la sortie d'une deuxième version du film, avec le documentaire Meltdown Memoirs de l'écrivain Roy Frumkes. Le film comprend des entretiens avec la plupart des acteurs et de l'équipe survivants, à l'exception de Jane Arakawa. Il contient également la version courte originale en 16 mm de Street Trash.
En 2010, Arrow Video a sorti au Royaume-Uni un coffret de deux DVD comprenant le documentaire Meltdown Memoirs ainsi qu'un court-métrage inédit avec Jane Arakawa et le livret 42nd Street Trash : The Making of the Melt écrit par Calum Waddell.Depuis, le film est également sorti en Blu-ray dans de nombreux pays.

## Autour du film
- C'est le seul film réalisé, à ce jour, par Jim Muro. Il est devenu par la suite un spécialiste de la Steadicam pour de grands films hollywoodiens comme Terminator 2 : Le Jugement dernier, Casino, Titanic ou Fast and Furious.
- Jim Muro a contourné la censure en faisant des giclées multicolores. Le film est gore mais contient peu de sang.
- Jim Muro a depuis renié totalement son film, et on peut voir énormément de rumeurs sur Internet (Jim Muro aurait subi des pressions mafieuses, ou aurait intégré une secte refusant toute forme de violence).
- Le réalisateur américain Bryan Singer a fait ses débuts sur ce film, en tant qu'assistant.
- Après l'édition DVD sorti le 18 mai 2004 par Opening, une édition restaurée sort en Blu-ray et DVD chez ESC Éditions le 24 avril 2018.

## Distinctions
- Corbeau d'argent au Festival international du film fantastique de Bruxelles
- Sélectionné au Festival international du film fantastique d'Avoriaz 1987 dans la section peur.